# Dagmar Zeeh
Dagmar Wattrang, född Zeeh 7 augusti 1911 i Stockholm, död 4 augusti 2007, var en svensk sångerska.

## Filmografi (urval)
- 1940 – Karl för sin hatt
- 1942 – Tre skojiga skojare